# 文林郎
文林郎，為中國古代文散官名。
隋开皇六年（586年）始置文林郎一職，为从九品上。隋炀帝大业三年廢除。唐武德七年（624年）又復置，為文官第二十八階，從九品上。宋朝為從九品上，後定為第三十三階。明清沿置。明朝正七品初授承事郎，升授文林郎。清朝正七品授文林郎，吏員出身者授宣義郎。清末廢除。